# Mammillaria microhelia
Mammillaria microhelia là một loài thực vật có hoa trong họ Cactaceae. Loài này được Werderm. mô tả khoa học đầu tiên năm 1930.

## Hình ảnh

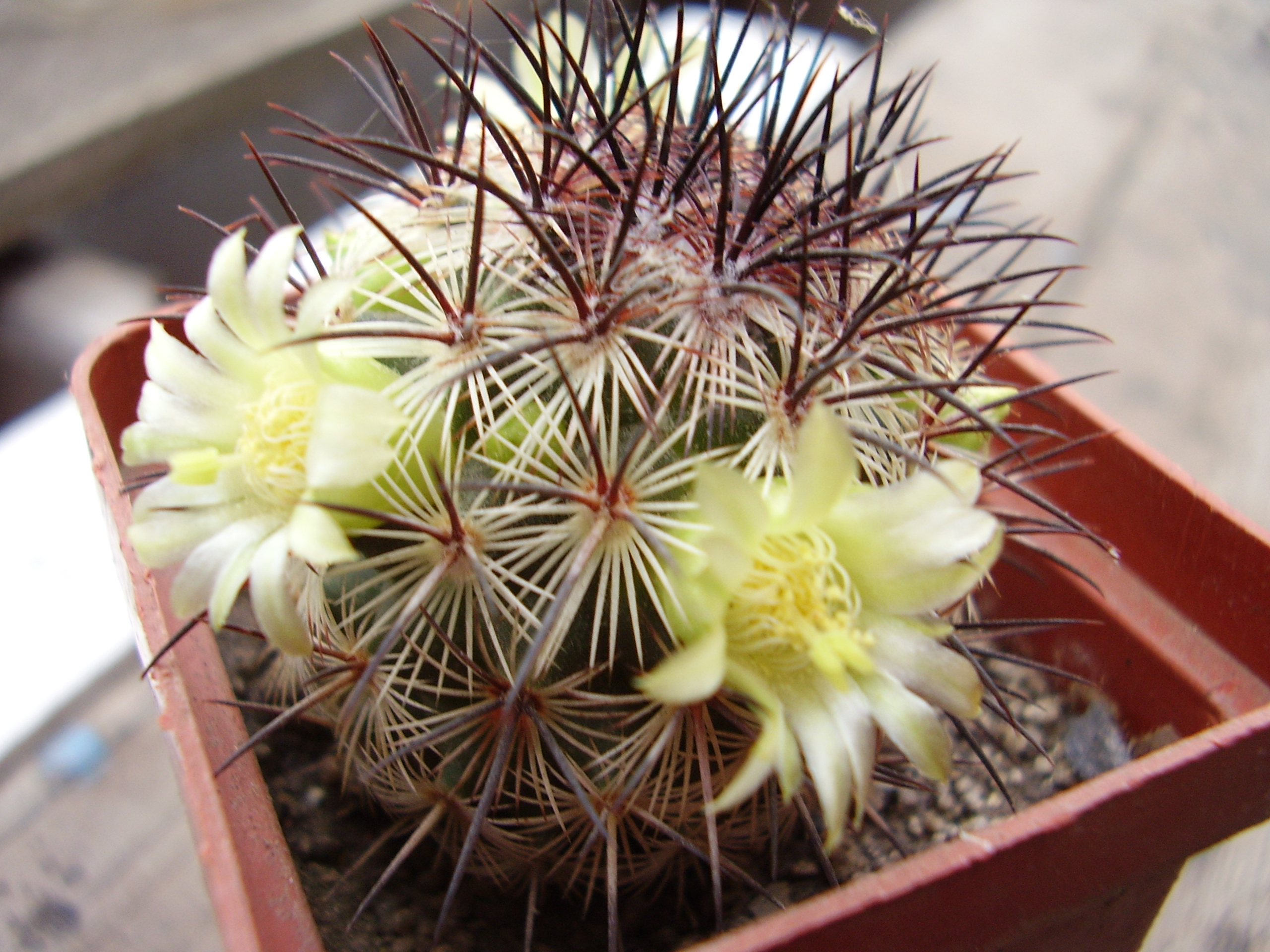
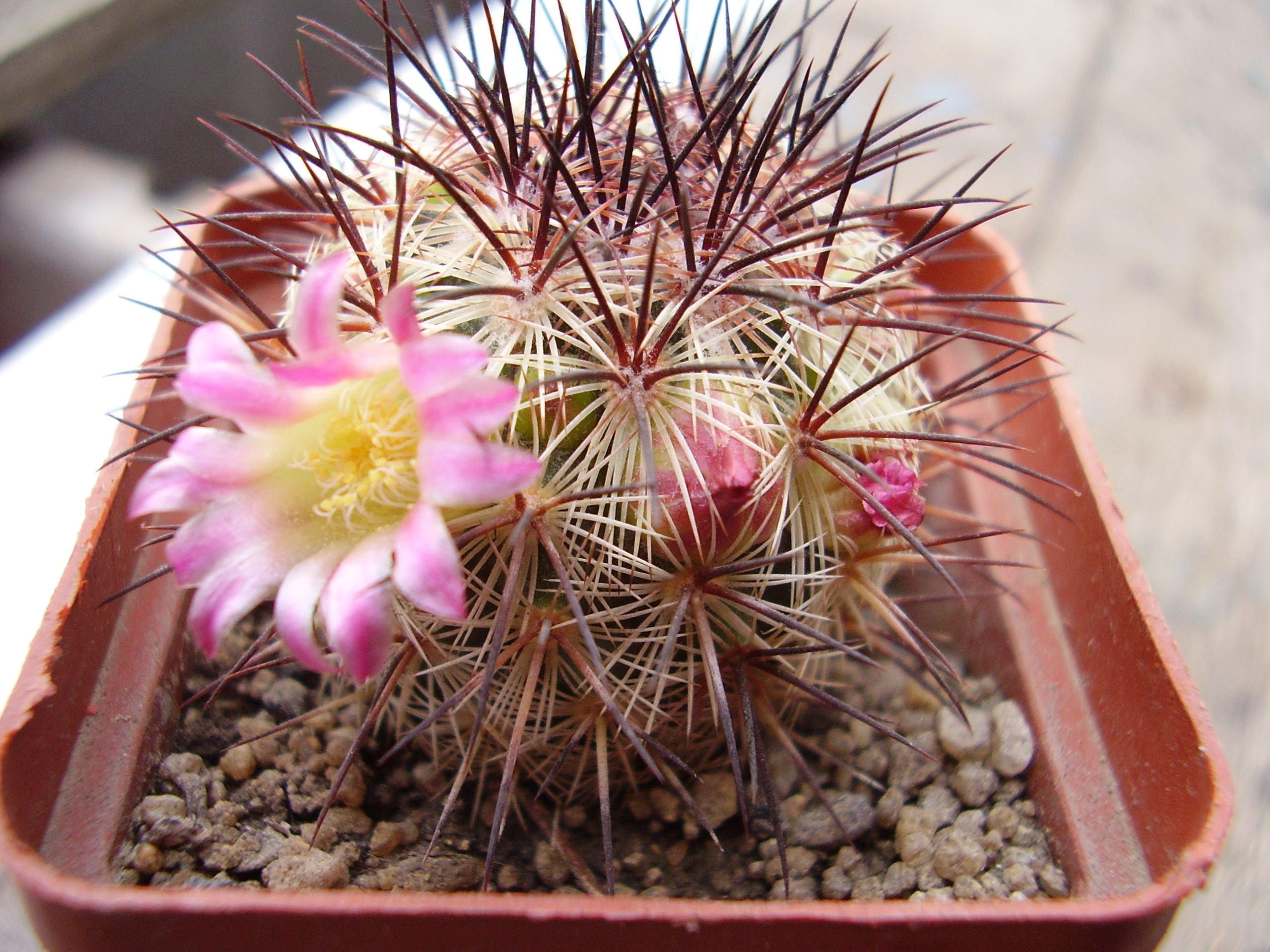
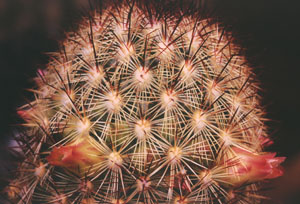
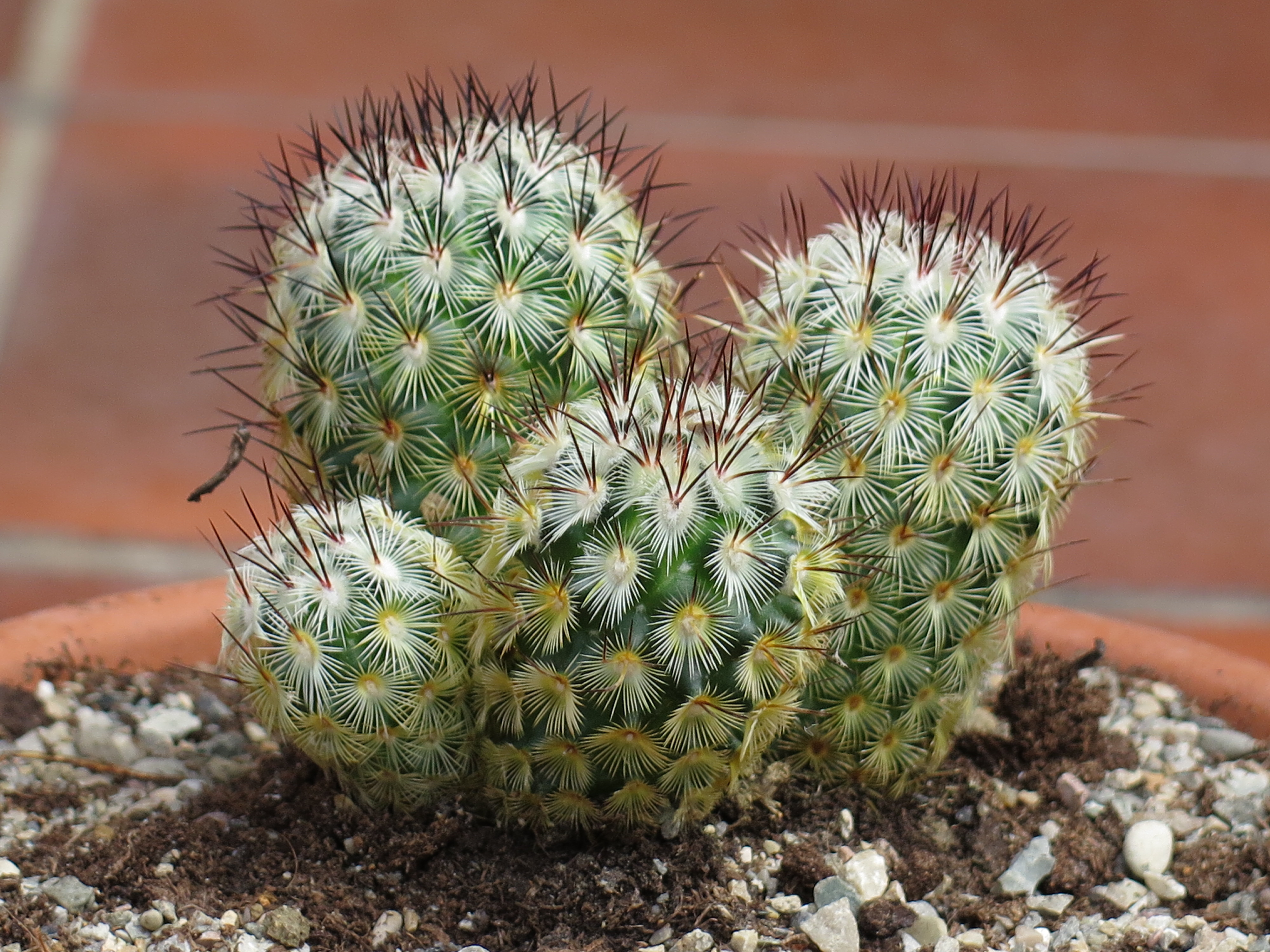